# Höfen bei Thun
Höfen bei Thun es una comuna suiza del cantón de Berna, situada en el distrito administrativo de Thun. Limita al norte con la comuna de Uebeschi, al este con Amsoldingen y Zwieselberg, al sur con Reutigen, Niederstocken y Oberstocken, y al oeste con Pohlern.
Hasta el 31 de diciembre de 2009 situada en el distrito de Thun.